# 泉正己
泉 正己（いずみ まさき、1965年 - ）は、日本の数学者。京都大学教授。専門は作用素環論、関数解析学。

## 略歴
京都大学理学部物理学科卒業（1989年）。京都大学大学院理学研究科修士課程修了（1991年）。1991年に書かれた修士論文で多大な結果を残した。この論文は今も広く読まれている。京都大学より博士（理学）の学位を取得（1994年）。学位論文の題は「Subalgebras of infinite C[*]-algebras with finite Watatani indices.I.Cuntz algebras(無限C[*]環の有限な綿谷指数を持つ部分環I.Cuntz環)」。
作用素環論、特に部分因子環論において世界的にも著名である。普通の手法では構成できない具体例を構成し、さまざまな計算を徹底的に実行する手法に傑出している。主な業績に、指数 4 以下の部分因子環の分類理論における貢献、さらに指数 5 以下の場合のその拡張、量子二重構成法の具体的な計算、ハーゲラップ部分因子環の新しい構成とその一般化、古典的なガロア理論の量子化、C*環の部分環の研究への拡張などがある。
文部科学大臣表彰若手科学者賞・井上研究奨励賞・日本数学会幾何学賞を受賞した京都大学大学院理学研究科准教授木田良才の指導教官であった。

## 受賞および講演歴
- 1996年 - 日本数学会賞建部賢弘賞[6]
- 2003年 - 日本数学会解析学賞[6]
- 2004年 - 作用素環賞[6]
- 2010年 - 日本数学会秋季賞[6]
- 2010年 - ICM招待講演（ハイデラバード）[7]
- 2014年 - 井上学術賞[8]